# Jean-Pierre Orts
Jean-Pierre Orts, né le 6 septembre 1960 à Boulogne-Billancourt, est un footballeur puis entraîneur français évoluant au poste d'avant-centre de 1977 à 1996.
Orts termine à quatre reprises meilleur buteur de deuxième division dont il est le meilleur buteur de l'histoire avec 182 buts.

## Biographie
Il joue son premier match professionnel le 17 mars 1978 avec Lille face à Monaco. en huitième de finale aller de la Coupe de France (1-1). Il joue son dernier match en troisième division avec le FC Rouen (1-1) face à Louhans-Cuiseaux. Il décroche durant sa carrière quatre fois le titre de meilleur buteur de deuxième division. France Football le désigne même meilleur joueur de D2 en 1991. Il demeure le meilleur buteur de l'histoire de la D2 avec 182 buts marqués pendant sa carrière. Depuis 1996, il est commercial pour une entreprise spécialisée dans l'isolation. Au début des années 2000, il a été l’entraîneur du club de Choisy-le-Roi qu'il a fait monter de DRH en CFA.  En 2015, il révèle jouer encore au football au Variétés Club de France.

## Carrière

### Joueur
- 1978-1979 :  Lille OSC
- 1979-1980 :  USM Malakoff
- 1980-1982 :  Valenciennes FC
- 1982-1983 :  Stade Français
- 1983-1985 :  Montpellier HSC
- 1985-1986 :  Nîmes Olympique
- 1986-1988 :  Olympique lyonnais
- 1988-1989 :  AS Cannes
- 1988-1989 :  Stade de Reims
- 1989-1993 :  FC Rouen

### Entraîneur
- 1993-1995 :  FC Rouen
- 1996-2003 :  Choisy-le-Roi
- Janv. 2004-2005 :  Viry-Châtillon
- 2005-2009 :  Choisy-le-Roi
- 2009-2011 :  Ararat Issy-les-Moulineaux

## Palmarès

### Distinctions individuelles
- Élu joueur de l'année du championnat de France de Division 2 en 1991 par France Football
- Meilleur buteur du groupe A du championnat de France de Division 2 en 1988 (18 buts) avec l'Olympique lyonnais et en 1992 (22 buts) avec le FC Rouen
- Meilleur buteur du groupe B du championnat de France de Division 2 en 1990 (21 buts) et en 1993 (18 buts) avec le FC Rouen
- Meilleur buteur du groupe Ouest de Division 3 en 1980 (24 buts) avec l'USM Malakoff